# PTS-M
PTS-M est un véhicule de transport de troupes amphibie chenillé militaire soviétique capable de transporter des véhicules sur son toit et de les transporter sur l'eau à la manière d'un bac ou d'un ferry.

## Description
Il est une amélioration du PTS. Il est capable de transporter une compagnie de 70 personnes ou un camion de type Ural-375.
Il est comparable à l'engin de franchissement de l'avant de l'armée française, sans la capacité d'en faire un pont toutefois.

## Galerie d'images

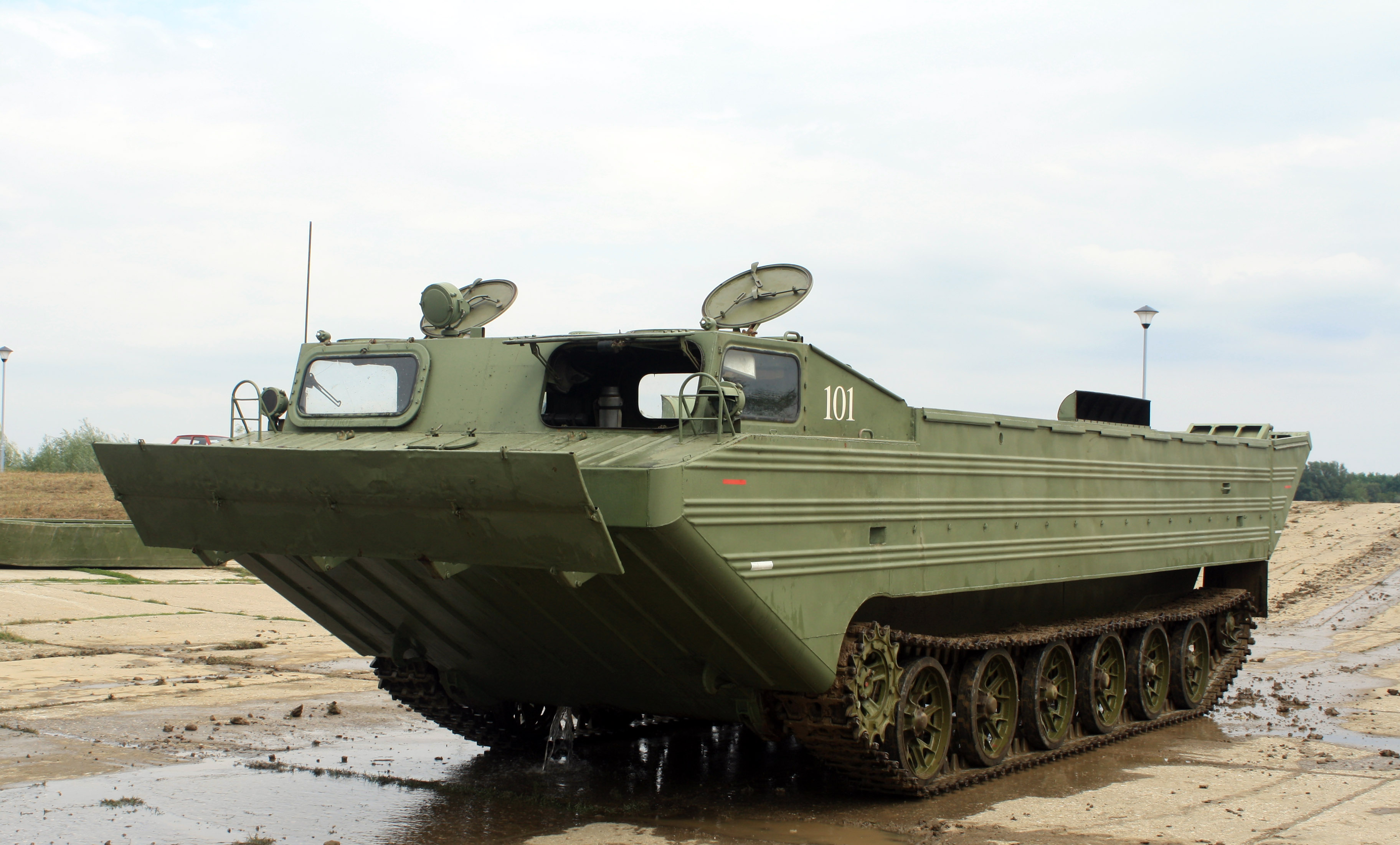
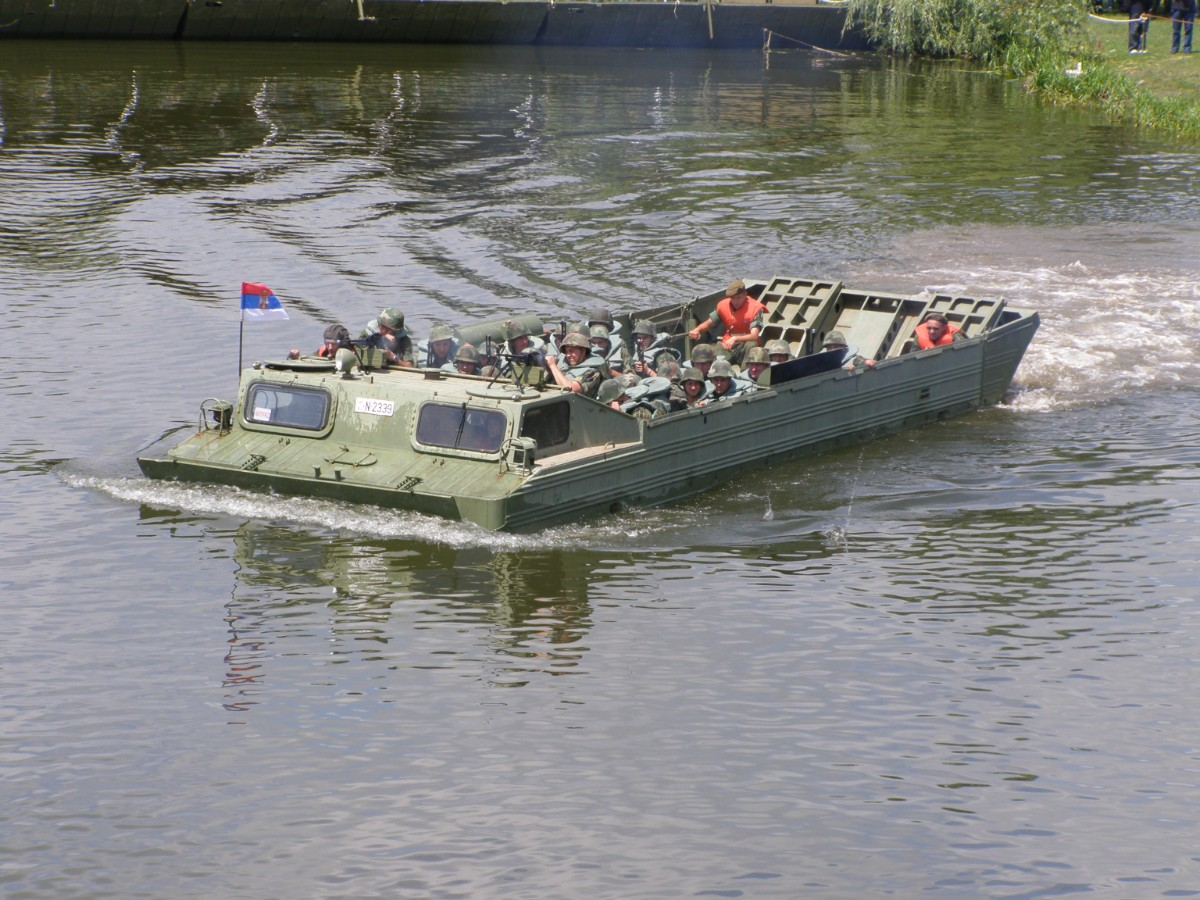
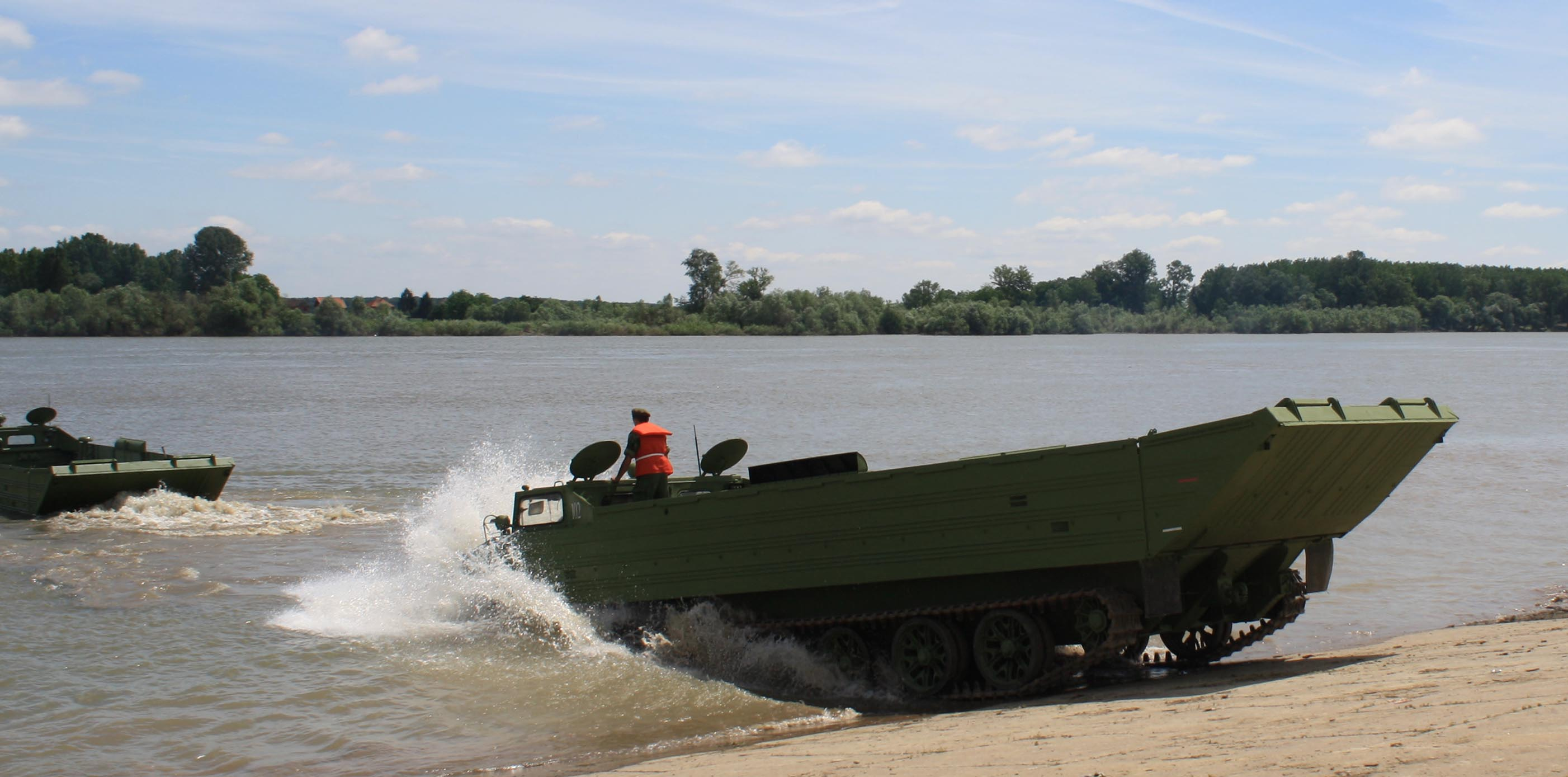
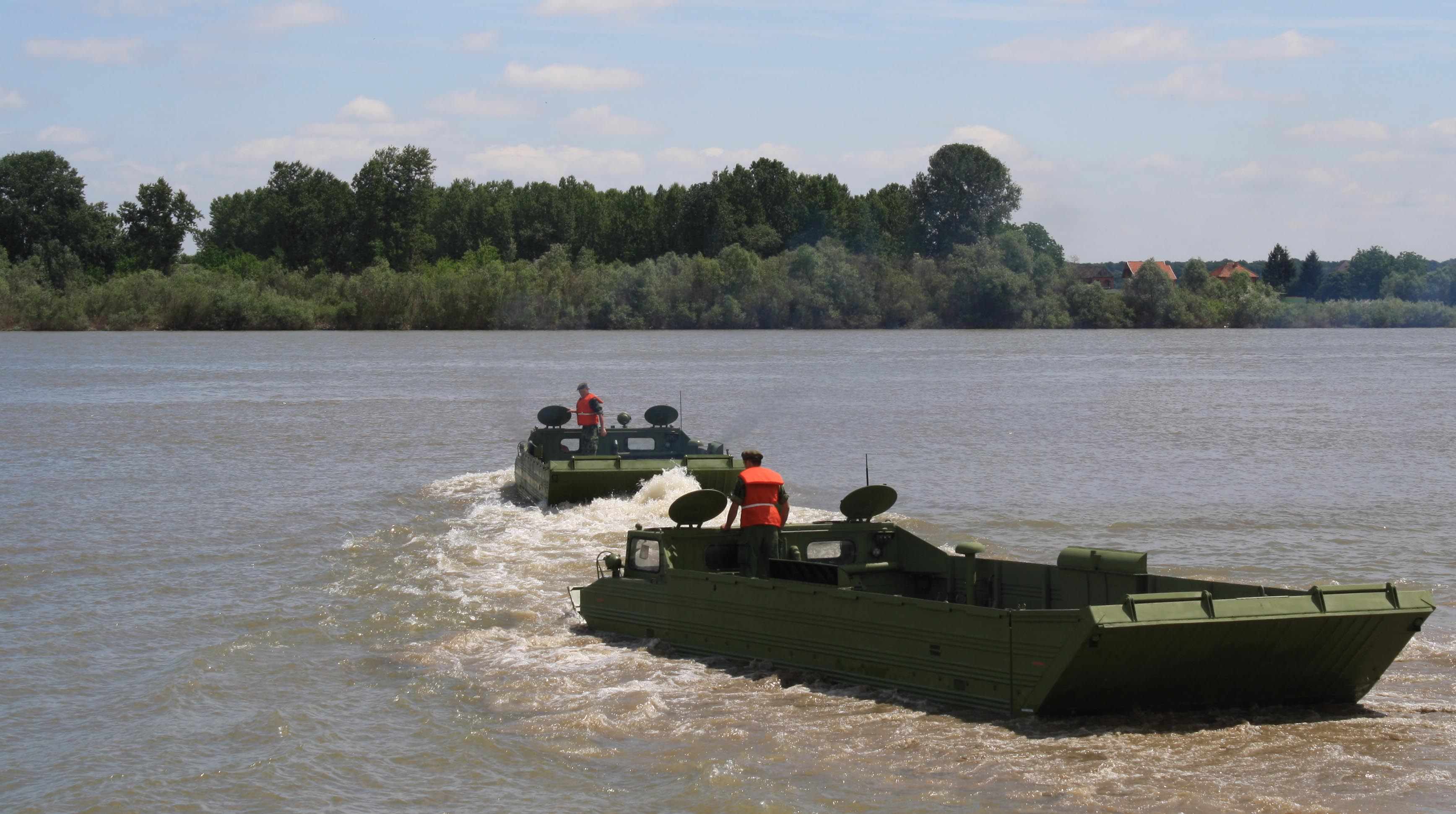
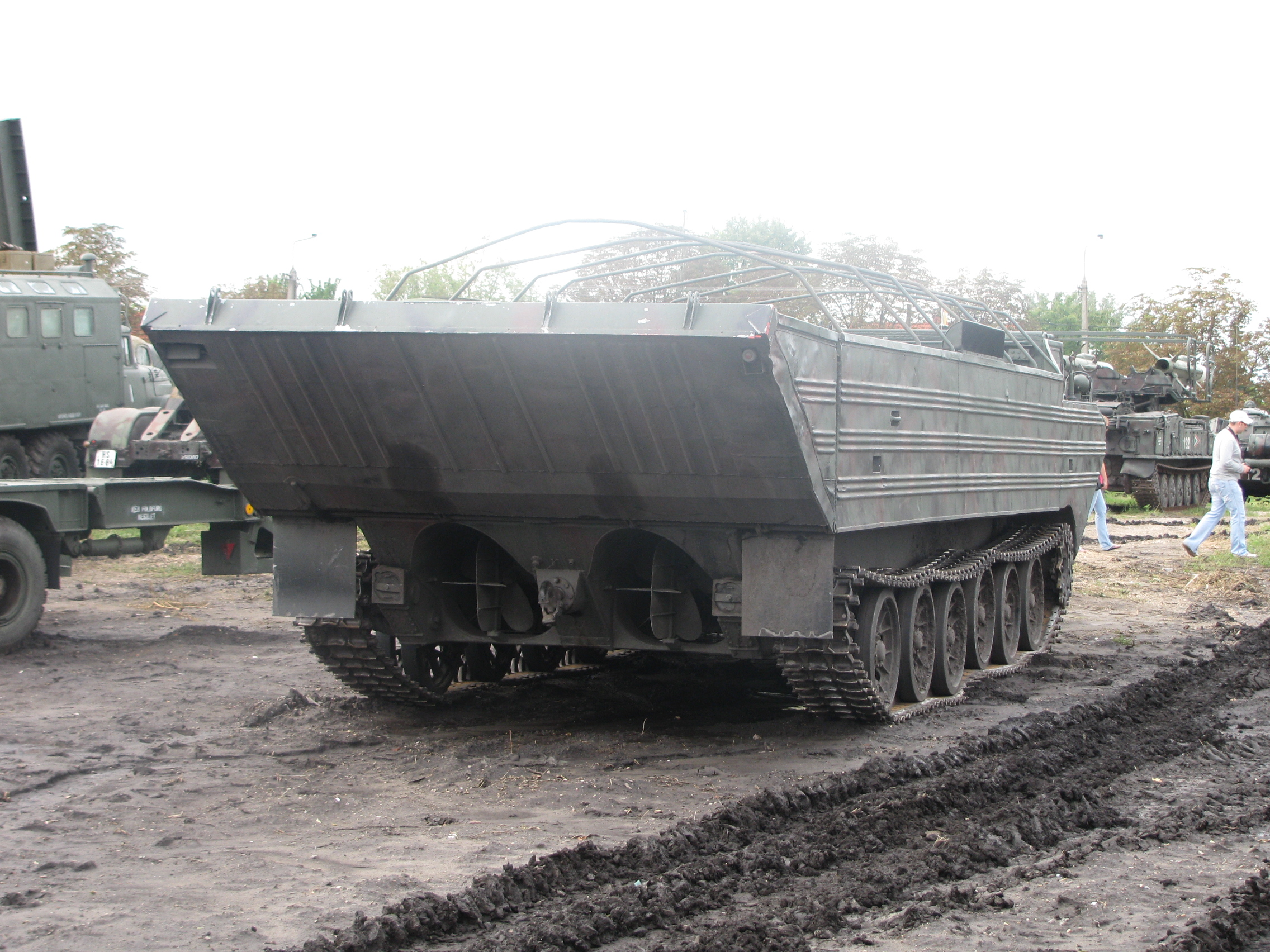
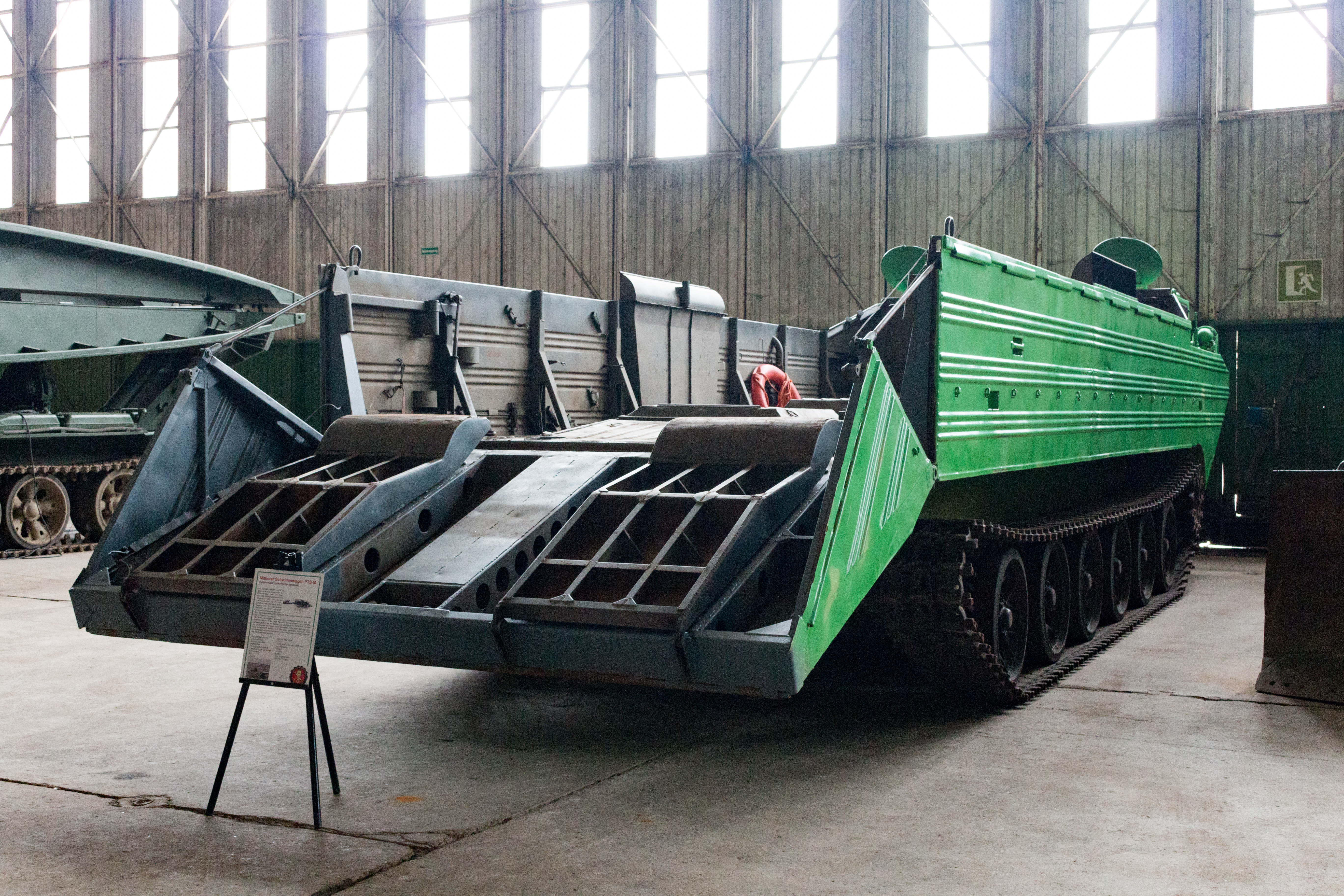